# Espace urbain de Briançon
Cet article court présente un sujet plus développé dans : Espace urbain.
L’espace urbain de Briançon est un espace urbain centré sur la ville de Briançon. Par la population, c’est le 80e des 96 espaces urbains français en 1999, il comporte alors 9 communes. 